# Simonas Kairys
Simonas Kairys, né le 19 avril 1984 à Telšiai, est un homme politique lituanien, ancien conseiller municipal et maire adjoint de la ville de Kaunas.
Le 7 décembre 2020, il est nommé ministre de la Culture dans le gouvernement Šimonytė.

## Biographie
Kairys est né et a grandi à Telšiai, où il a obtenu son diplôme d'études secondaires en 2003. En 2007, il est diplômé de l'Université Vytautas Magnus d'une licence en sciences politiques. En 2011, il obtient un Master en Droit à l'Université Mykolas Romeris .

## Carrière politique
Depuis 2008 il est membre du Mouvement Libéral .
Entre 2007 et 2011, il travaille comme assistant du maire adjoint de Kaunas.
De 2011 à 2019, il est conseiller municipal de Kaunas.
De 2015 à 2019, Kairys occupe la fonction d'adjoint au maire de Kaunas.